# 苯甲酸汞
苯甲酸汞是汞的苯甲酸盐，化学式为Hg(C7H5O2)2。其一水合物为白色晶体，微溶于水和乙醇。
苯甲酸汞有毒，对光敏感。它曾被用于治疗梅毒。